# Andropogon ternarius
Andropogon ternarius är en gräsart som beskrevs av André Michaux. Andropogon ternarius ingår i släktet Andropogon och familjen gräs. Inga underarter finns listade i Catalogue of Life.